# Creu processional

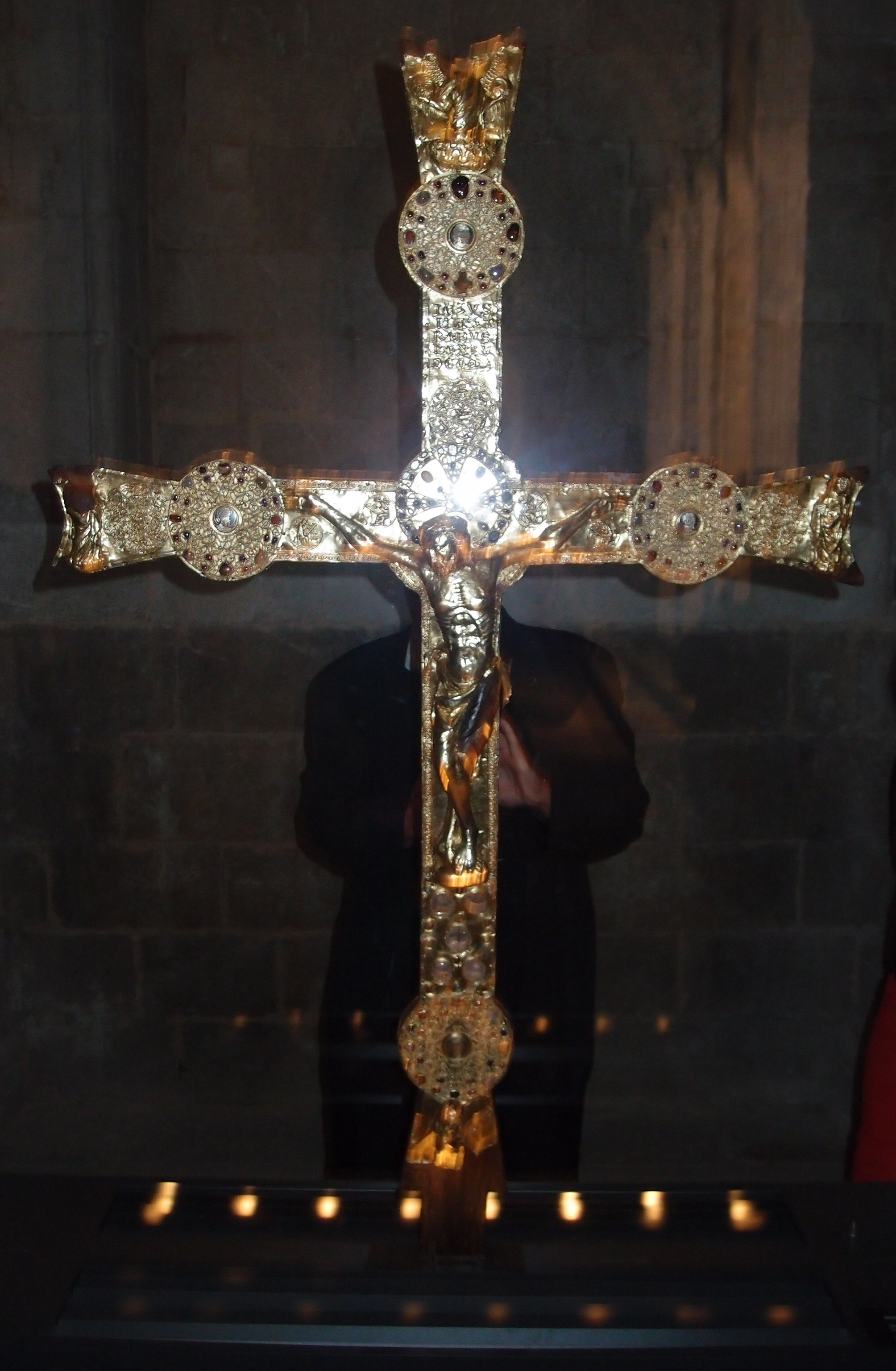
La creu de Vilabertran, del, una de les més notables creus processionals conservades a Catalunya

Una creu processional és un tipus de creu cristiana que es fa servir per encapçalar les processons religioses i altres rituals de l'església catòlica. Mentre no s'utilitza en les processons s'acostuma a mostrar al costat o a sobre de l'altar de les esglésies per presidir les celebracions litúrgiques
La creu processional es compon d'un pal o asta al capdamunt del qual va fixada la creu pròpiament dita. Aquesta consta de dues cares. La davantera està presidida per la imatge del Crist crucificat i la posterior acostuma a presentar, al centre, la Mare de Déu o bé algun sant. Als extrems dels braços pot haver-hi els símbols dels evangelistes (tetramorf) o bé la Mare de Déu i Sant Joan (sintetitzant el Calvari) o bé Adam aixecant-de de la tomba, un pelicà (símbols de Jesucrist ressuscitat), etc, El punt d'unió de la creu amb l'asta constitueix el nus o magolla i acostuma a estar delicadament treballat.
La persona que porta la creu alçada durant les cerimònies religioses s'anomena crufiferari.
Les creus processionals acostumen a ser fetes amb metalls nobles i, per tant, acostumen a ser notables obres d'orfebreria i constitueixen una de les tipologies més freqüents en l'art religiós.
Un dels criteris de classificació de les creus de cara al seu estudi és segons la forma dels extrems dels braçosː patada, lobulada, flordelisada, etc,